# Resolutie 113 Veiligheidsraad Verenigde Naties
Resolutie 113 van de Veiligheidsraad van de Verenigde Naties werd begin april 1956 aangenomen. De elf leden van de Raad stemden unaniem voor. De Veiligheidsraad vroeg dat maatregelen zouden worden genomen om de spanningen aan de bestandslijnen tussen Israël, Egypte en Syrië te doen afnemen.

## Achtergrond
Nadat er wapenstilstandsakkoorden waren afgesloten tussen Israël en diens Arabische buurlanden, kwam het opnieuw tot een uitbarsting van geweld, toen het Israëlische leger eerst de door Egypte bestuurde Gazastrook aanviel en later ook Syrië.

## Inhoud
De Veiligheidsraad herinnerde aan de resoluties 107, 108 en 111. De Raad herinnerde aan het verzoek om stappen te ondernemen om de spanningen nabij de demarcatielijnen te doen afnemen.
De Veiligheidsraad was erg bezorgd dat deze stappen, ondanks de inspanningen van de stafchef van de VN-Bestandtoezichtsorganisatie, niet uitgevoerd werden. De situatie tussen de partijen zou de internationale vrede en veiligheid in gevaar kunnen brengen. Secretaris-generaal Dag Hammarskjöld werd gevraagd dringend een onderzoek te doen naar de toepassing en naleving van bovenstaande resoluties.
De secretaris-generaal werd ook gevraagd om met de partijen en de stafchef maatregelen te nemen om de spanningen te doen afnemen, inclusief de volgende punten:
a. Terugtrekking van de troepen van de demarcatielijnen (militaire grenzen).
b. Volledige bewegingsvrijheid van VN-waarnemers aan de demarcatielijnen, de gedemilitariseerde zones en defensieve gebieden.
c. Het treffen van lokale regelingen om incidenten te voorkomen en schendingen van de wapenstilstand meteen op te merken.
De partijen werden gevraagd om met de secretaris-generaal mee te werken aan de uitvoering van deze resolutie. De secretaris-generaal werd gevraagd om binnen een maand aan de Raad verslag uit te brengen.
Lijst ·  111 ·  112 ·  113 ·  114 ·  115 ·  116 ·  117 ·  118 ·  119 ·  120 ·  121